# Hiram (Ohio)
Hiram es una villa ubicada en el condado de Portage en el estado estadounidense de Ohio. En el Censo de 2010 tenía una población de 1406 habitantes y una densidad poblacional de 585,61 personas por km².

## Geografía
Hiram se encuentra ubicada en las coordenadas 41°18′37″N 81°8′37″O / 41.31028, -81.14361. Según la Oficina del Censo de los Estados Unidos, Hiram tiene una superficie total de 2.4 km², de la cual 2.4 km² corresponden a tierra firme y (0%) 0 km² es agua.

## Demografía
Según el censo de 2010, había 1406 personas residiendo en Hiram. La densidad de población era de 585,61 hab./km². De los 1406 habitantes, Hiram estaba compuesto por el 85.35% blancos, el 8.18% eran afroamericanos, el 0.43% eran amerindios, el 3.34% eran asiáticos, el 0% eran isleños del Pacífico, el 0.64% eran de otras razas y el 2.06% pertenecían a dos o más razas. Del total de la población el 2.13% eran hispanos o latinos de cualquier raza.